# Glena cosmeta
Glena cosmeta är en fjärilsart som beskrevs av Frederick H. Rindge 1967. Glena cosmeta ingår i släktet Glena och familjen mätare. Inga underarter finns listade i Catalogue of Life.